# Histoire du Pakistan

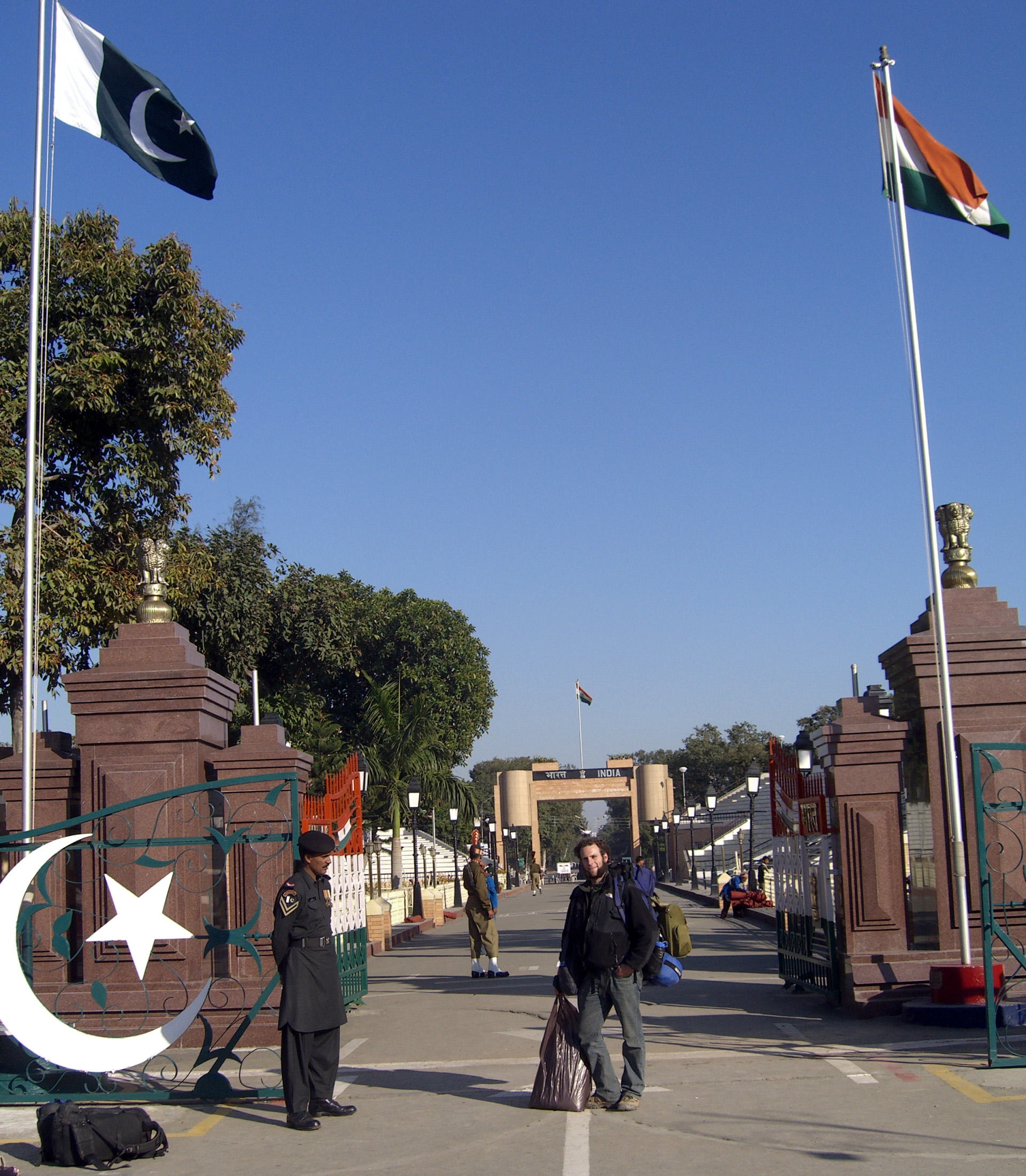
Wagah, poste frontière entre l'Inde et le Pakistan.

L'histoire du Pakistan débute avec l'idée de la création d'une nation pour les musulmans du sous-continent indien sous le Raj britannique, avec l'influence d'intellectuels et de la Ligue musulmane. Le Pakistan est créé dans la nuit du 14 au 15 août 1947 au cours de la partition des Indes. Il est alors constitué de deux parties, communément appelées Pakistan occidental et Pakistan oriental, séparées entre elles par quelque 1 700 kilomètres de territoire indien.
Pour toute la période avant 1947, le territoire du Pakistan actuel fait partie du sous-continent indien (l'Inde au sens large ou « les Indes ») : voir préhistoire de l'Inde, histoire de l'Inde, conquêtes musulmanes des Indes, Raj de la Compagnie britannique des Indes orientales en Inde (1757-1858), Raj britannique (1858-1947).
Depuis sa fondation, le pays a connu surtout une instabilité politique récurrente, à quoi s'ajoute une forte influence de l'armée. Son histoire est marquée par trois coups d'État militaires et des périodes de démocratie instable. En outre, depuis sa création, il entretient des relations tendues avec l'Inde en raison de prétentions territoriales concurrentes sur le Cachemire, les deux pays s'étant affrontés à travers trois guerres successives. En 1971, le Pakistan se trouve réduit à sa partie occidentale au terme de la guerre d'indépendance du Bangladesh. Depuis 2004, le pays fait face à une insurrection islamiste.
Entre 1947 et 1958, sept Premiers ministres se succèdent avant que le chef de l'armée Ayub Khan mène un coup d'État. Sous la pression d'un mouvement populaire, il quitte le pouvoir en 1969 mais le cède à un autre militaire, Yahya Khan. En 1971, l'armée abandonne le pouvoir à Zulfikar Ali Bhutto qui rétablit un régime civil et mène une politique socialiste en s'appuyant sur le Parti du peuple pakistanais (PPP), qui remporte les premières élections libres. Bhutto est cependant pendu après le coup d'État militaire de 1977 conduit par le général Zia, qui va par la suite islamiser en profondeur la société.
Après la mort de Zia en 1988, le pays connait une phase démocratique instable. Durant près de dix ans, les gouvernements de Benazir Bhutto, fille d'Ali Bhutto, et de Nawaz Sharif se succèdent sans jamais parvenir à la fin de leur mandat. Le second est renversé en 1999 par un nouveau coup d'État du chef de l'armée Pervez Musharraf. Ce troisième régime militaire est le plus court. Confronté à l'union de l'opposition et au mouvement des avocats, Musharraf est contraint de démissionner en 2008. S'ouvre alors une nouvelle période démocratique plus stable, même si les militaires conservent une forte influence. En 2013, le PPP achève un mandat de cinq ans puis la Ligue musulmane de Nawaz Sharif fait de même en 2018.

## Naissance d'un nationalisme musulman

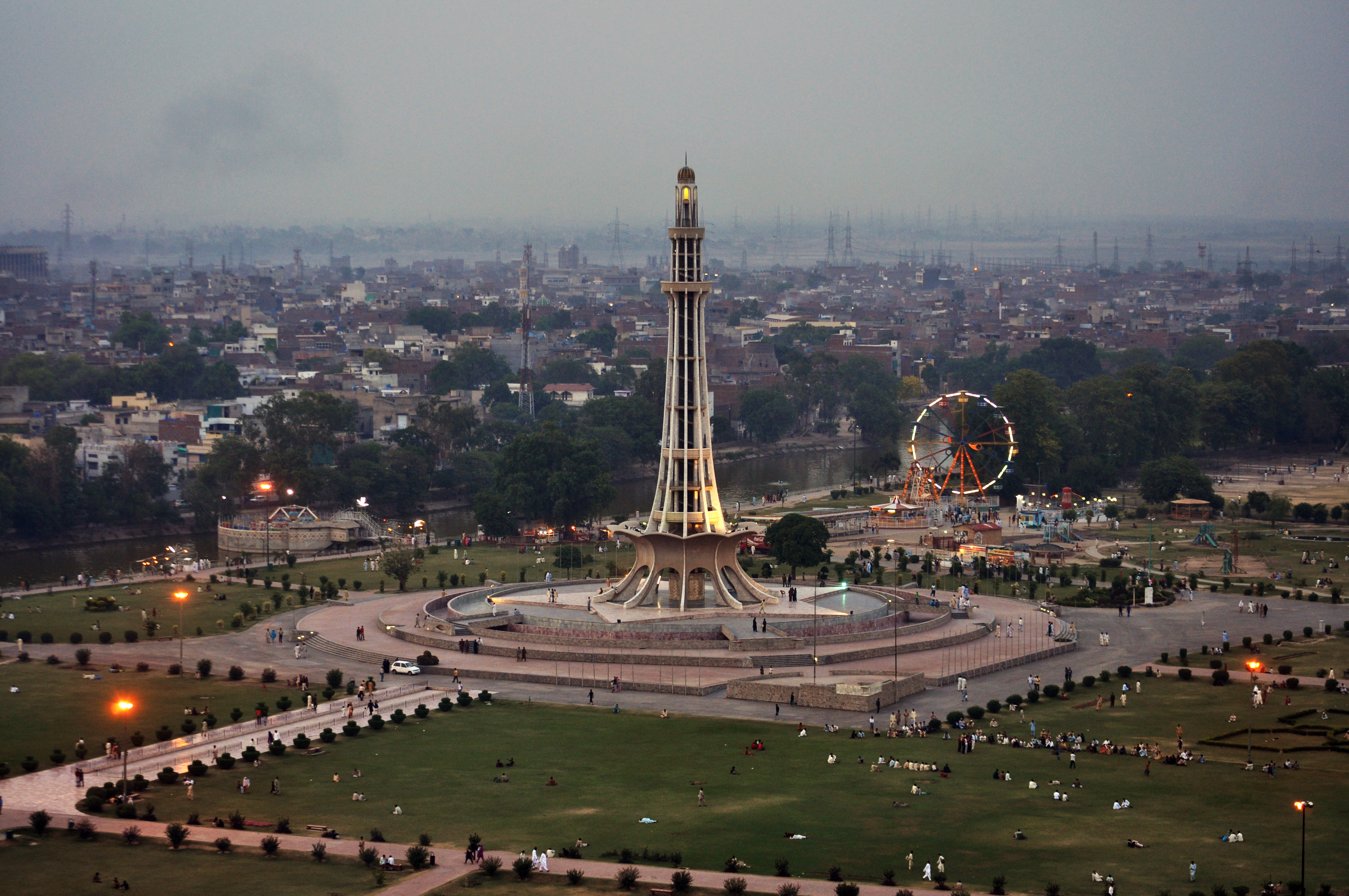
Le Minar-e-Pakistan célèbre la résolution de Lahore.

Le gouvernement britannique exerce directement le pouvoir en Inde à compter de la révolte des cipayes de 1857 en révoquant les prérogatives de la Compagnie des Indes orientales qui en était investie depuis 1756. Créé en 1885, le parti du Congrès représente toutes les communautés religieuses, tant hindoues que musulmanes, selon un principe de laïcité. En réaction à ce principe de laïcité, la Ligue musulmane (All-India Muslim League) est créée en 1906 en vue de la préservation des intérêts des musulmans, avant de défendre la création d'États autonomes puis plus tard d'États souverains pour les musulmans.
Le nom Pakistan a une origine discutée. Il signifie « le pays des purs » en ourdou (pak, pur et stan, pays) mais pourrait aussi provenir de l'acronyme composé à partir du nom des provinces : Penjab, Afgania, Kashmir, Indus-Sind et BalouchisTAN.
Attribuée à Syed Ahmad Khan (1817-1898), homme politique musulman, ancien magistrat et créateur d'écoles et d'universités, l'idée d'un État séparé est formalisée par le poète et philosophe Allama Muhammad Iqbal (1877-1938) au cours d'un discours à la session annuelle de la Ligue musulmane en 1930 tenue à Allahabad. Cette idée prend la forme de « théorie des deux nations », selon laquelle islam et hindouisme forment deux identités nationales différentes. Le 23 mars 1940 à Lahore, la création d'un État séparé devient la position officielle de la Ligue musulmane, qui est présidée par Muhammad Ali Jinnah (1876-1948). Elle s'exprime dans ce qui sera appelé la résolution de Lahore (22-24 mars 1940).

## Fondation du Pakistan

### Partition et indépendance

Partition des Indes en 1947.

La Seconde Guerre mondiale constitue un levier pour les nationalistes indiens, face à un gouvernement britannique qui souhaite la coopération indienne pendant le conflit. Gandhi et le Congrès lancent le mouvement Quit India auquel la Ligue musulmane ne s'associe pas formellement. Une période de violence incontrôlée s'ouvre en Inde, attisée par la violente répression du mouvement de désobéissance civile de Gandhi et aggravée par une catastrophique famine qui fera deux à trois millions de morts au Bengale en 1943.
Décidés à quitter l'Inde depuis 1945, les Britanniques sont confrontés en 1946 à la multiplication de heurts sanglants entre la communauté musulmane, d'une part, et les communautés sikh et hindoue, d'autre part. La Ligue musulmane, qui continue de réclamer la création d'un État distinct dans les zones à majorité musulmane, remporte la plupart des circonscriptions musulmanes aux élections de 1946. Les Britanniques se décident en faveur de la partition du pays, malgré l'opposition de Nehru et de Gandhi. En vertu de la loi sur l'indépendance indienne votée par le parlement britannique et entrée en vigueur le 15 août 1947, le transfert de souveraineté s'accomplit de manière séparée pour l'Inde et le nouvel État du Pakistan le 15 août 1947 à minuit. Le Pakistan comme l'Inde deviennent des États indépendants, membres du Commonwealth.
La partition avec l'Inde entraîne de gigantesques déplacements de population. Plus de six millions de musulmans indiens se réfugient dans le nouvel État pakistanais pendant qu'un nombre approximativement égal d'hindous et de sikhs quittent le Pendjab pour l'Inde sur fond de violences et de massacres qui font plus de 500 000 victimes. La question communautaire ne sera d'ailleurs pas réglée par ces exodes, un tiers des musulmans continuant à vivre en Inde.
Le nouvel État se compose de deux régions distinctes, séparées par quelque 1 700 km de territoire indien : le Pakistan oriental, qui deviendra en 1971 le Bangladesh, et le Pakistan occidental (devenu l'actuel Pakistan, après la création du Bangladesh), composé du Sind, du Pendjab occidental, du Baloutchistan, des provinces frontalières du Nord-Ouest et d'un certain nombre de petits États princiers.

### Élaboration de l'État et question du Cachemire

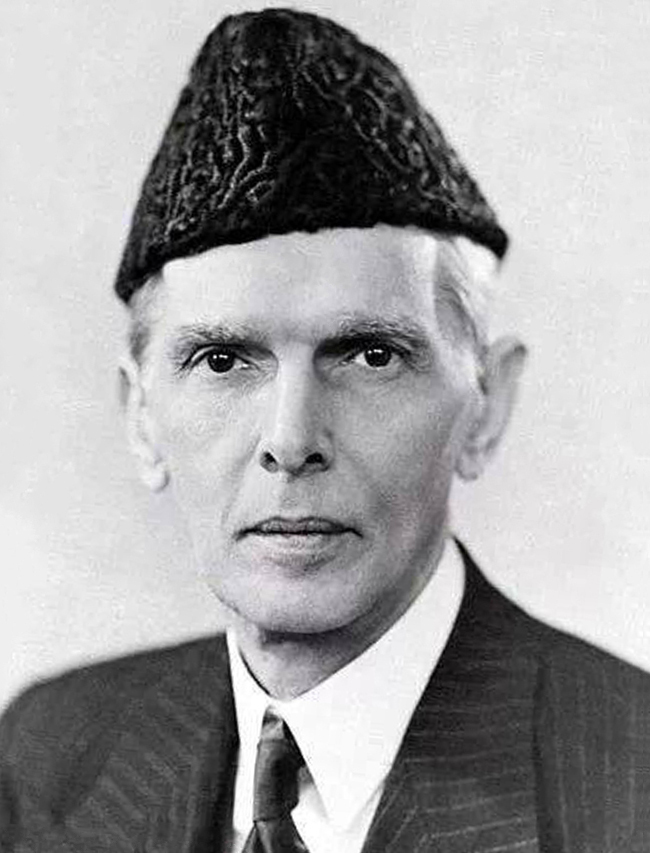
Muhammad Ali Jinnah.

Muhammad Ali Jinnah, appelé Qaid-i-Azam (« Le Grand Meneur »), devient Gouverneur général du nouvel État, son Premier ministre est Liaquat Ali Khan. Le Pakistan démarre sa vie nationale sans fonctionnaires qualifiés et sans infrastructure administrative dans la capitale improvisée de Karachi. Il faut pourtant prendre en charge les réfugiés, mettre en route une économie autonome, instituer et entraîner une armée dans un pays géographiquement éclaté.
Parallèlement, le dirigeant hindou du Jammu-et-Cachemire, le mahârâja Hari Singh, de la dynastie Dogrâ, demande l'assistance de l'armée indienne : le petit État fait l'objet d'incursions de tribus pathanes venues du Pakistan et appuyées par une partie de la population locale. Le mahârâja décide, le 26 octobre 1947, de se rattacher à l'Inde alors que 78 % de ses sujets sont musulmans. Le Pakistan n'accepte pas cette décision qui marque le début d'un enchaînement de conflits indo-pakistanais alors que l'Inde occupe les deux-tiers du Cachemire.
Un cessez-le-feu est négocié sous l'égide de l'ONU, il entre en vigueur le 1er janvier 1949. La proposition de l'ONU d'organiser un référendum reste vaine. Une ligne de démarcation temporaire est adoptée, appelée « ligne de contrôle » ou LOC (Line of Control) : les deux-tiers du Cachemire forment l'État fédéré indien du Jammu-et-Cachemire (capitale Srinagar) ; le Pakistan administre le dernier tiers, qui prend le nom d'Azad Cachemire (« Cachemire libre », capitale Muzaffarabad) et les Territoires du Nord (capitale Gilgit).

## Tentative démocratique (1947-1958)
D'emblée, le pays souffre d'instabilité sur le plan politique et est confronté à de grandes difficultés économiques. Jinnah meurt en 1948 et le Premier ministre Liaquat Ali Khan est assassiné le 16 octobre 1951. Le pays souffre d'une absence de leaders que ni les Premiers ministres Khawaja Nazimuddin (1951-1953) et Muhammad Ali Bogra (1953-1955), ni le Gouverneur général Ghulam Muhammad (1951-1955), ne parviennent à combler. Les membres de l'Assemblée constituante, issue des élus du Raj britannique ayant choisi le Pakistan, ne parviennent pas à s'entendre sur l'établissement de la Constitution.
Dans un premier temps, les élites muhadjire et bengalie sont bien placées au sein des institutions grâce à leur contribution à la création du pays. Toutefois, la démise du Premier ministre Nazimuddin par Ghulam Muhammad en 1953 constitue un tournant marquant l'avènement des Pendjabis. Un fort mécontentement gagne le Bengale oriental, qui se sent peu pris en compte par un gouvernement géographiquement très éloigné. La Ligue musulmane y essuie une débâcle électorale majeure en 1954 lors d'élections locales, gagnant seulement sept sièges contre 228 pour le Front uni. Les Bengalis contestent l'orientation de l'Assemblée constituante vers l'ourdou comme seule langue officielle et une faible représentation de leur province.
En 1955, Chaudhry Muhammad Ali devient Premier ministre et Iskander Mirza Gouverneur général du pays. Ils parviennent à mettre en place la Constitution le 23 mars 1956. Le Pakistan devient alors la première république islamique au monde et Mirza est élu président à titre provisoire. Mais l'instabilité politique demeure en l'absence d'une majorité nette à l'Assemblée qui entraîne de fréquents changements de gouvernements, instabilité qui se nourrit également d'une corruption généralisée du milieu politique et de la persistance de conditions économiques précaires, en dépit de l'aide internationale.
En septembre 1956, Huseyn Shaheed Suhrawardy devient le premier chef de gouvernement non membre de la Ligue musulmane. Bengali et meneur de la Ligue Awami, il ne parvient pas à réconcilier sa province natale avec le pouvoir. Mis en difficulté par Mirza, il doit démissionner en octobre 1957. Face à l'impossibilité de réduire l'agitation au Pakistan oriental, le président Mirza se tourne vers le général Muhammad Ayub Khan (1907-1974), commandant en chef des forces armées. Le 7 octobre 1958, Mirza abroge la Constitution et proclame la loi martiale.

## Loi des armes et création du Bangladesh (1958-1971)

### Régime Ayub Khan

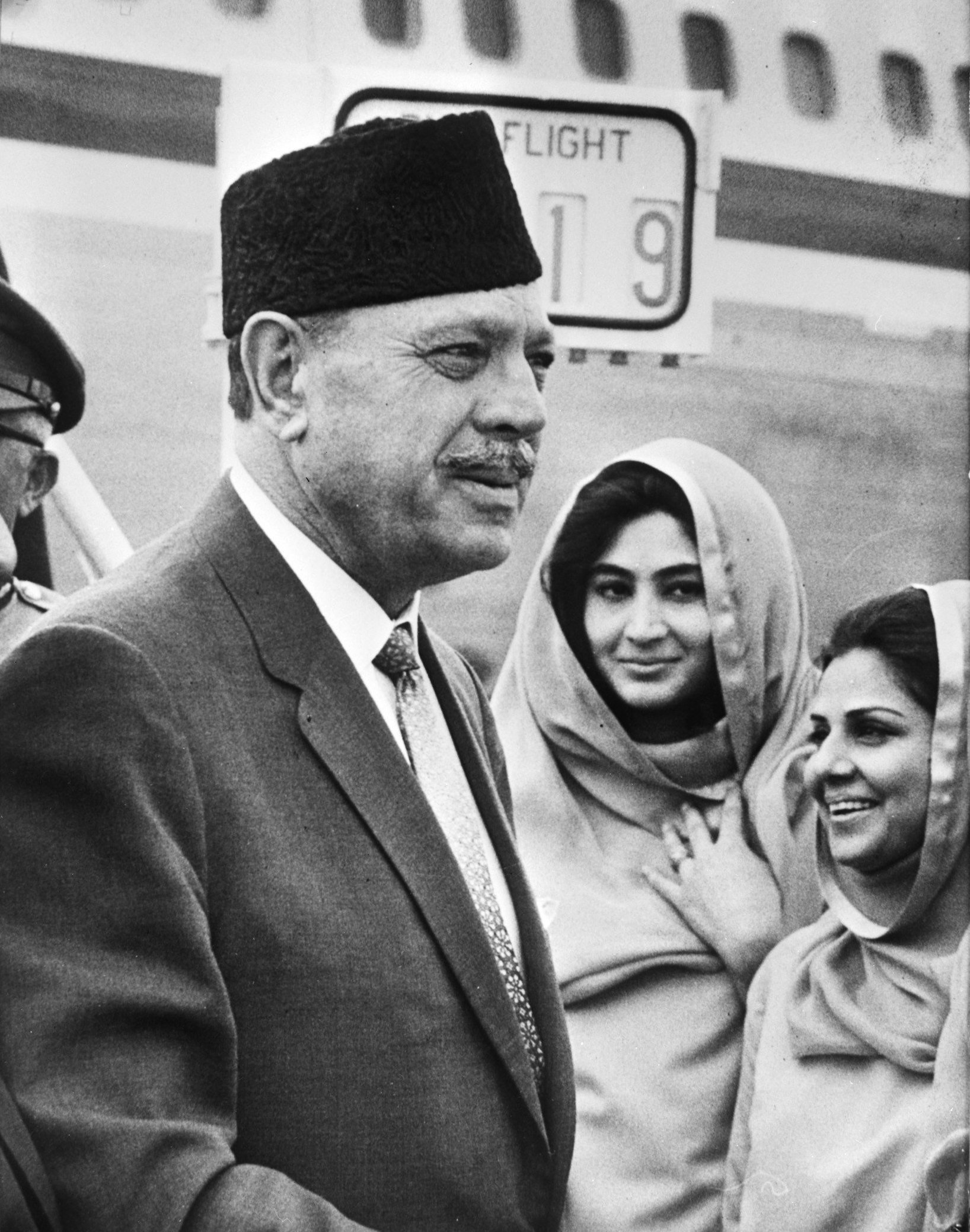
Muhammad Ayub Khan en 1972.

Vingt jours plus tard, les militaires contraignent le président Mirza à l'exil et le général Muhammad Ayub Khan prend le contrôle de la dictature militaire. Un important train de réformes est engagé : réforme agraire qui redistribue 20 % des terres, plan quinquennal de développement économique, restrictions sur la polygamie, et en 1962, une nouvelle Constitution qui institue un régime présidentiel et un suffrage indirect. Islamabad devient la capitale gouvernementale et Dacca, au Pakistan oriental, la capitale législative.
Après un épisode de guerre ouverte en 1965 au Cachemire, le président Ayub Khan et le Premier ministre indien Lal Bahadur Shastri s'accordent en 1966 dans la déclaration de Tachkent, sous les auspices de l'Union soviétique, quoique le problème du Cachemire ne soit pas résolu. Zulfikar Ali Bhutto démissionne de son poste de ministre des Affaires étrangères et s'oppose à Ayub Khan qu'il accuse de trahir les intérêts du pays. Il est à l'origine du Parti du peuple pakistanais (PPP), fondé en novembre 1967 et proche de la philosophie socialiste.
Les troubles persistent au Pakistan oriental où la Ligue Awami fédère les sentiments d'exclusion au détriment de la Ligue musulmane. Le président Ayub Khan démissionne en mars 1969 sous la pression d'un mouvement populaire entamé en 1967. Des manifestations et grèves avaient été organisées par des travailleurs, étudiants et opposants de gauche, rejoints par le PPP au Pakistan occidental et largement mené par la Ligue Awami au Pakistan oriental. Ayub Khan transmet le pouvoir au général Muhammad Yahya Khan qui décrète à nouveau la loi martiale et poursuit la répression mais concède des élections.

### Guerre civile et création du Bangladesh
Aux élections législatives de 1970, la Ligue Awami de Mujibur Rahman remporte un écrasant succès en s'emparant de 160 des 162 sièges attribués au Pakistan oriental, cependant que le PPP de Bhutto domine le reste de l'Assemblée. L'entrée en session de la nouvelle Assemblée nationale est repoussée deux fois par Yahya qui finit par annuler les résultats des élections. Alors qu'elle réclame le pouvoir, la Ligue Awami est interdite et, accusé de trahison, Mujibur Rahman est incarcéré au Pakistan occidental.
Sous le nom de Bangladesh, le Pakistan oriental déclare alors son indépendance le 26 mars 1971. Il se voit imposer la loi martiale et est occupé par l'armée pakistanaise. La guerre civile éclate : 10 millions de réfugiés se précipitent en Inde, des centaines de milliers de civils sont tués et les militaires et milices sont accusés de nombreuses atrocités, notamment des violences sexuelles à très grande échelle. L'Inde soutient le Bangladesh et envoie des troupes le 3 décembre 1971. Après une guerre de quinze jours, qui est la troisième guerre indo-pakistanaise entre les deux pays, les troupes pakistanaises se rendent le 16 décembre 1971 et un cessez-le-feu est décrété sur tous les fronts. Humiliée, l'armée cède le pouvoir à Zulfikar Ali Bhutto en décembre 1971. Il rétablit l'Assemblée nationale désormais dominée par le PPP à la suite du départ des élus bengalis. Un accord signé à Shimla en juillet 1972 permettra d'apaiser les tensions. Mujibur Rahman est libéré et autorisé à rentrer au Bangladesh. Le Pakistan reconnaîtra le Bangladesh en 1974.

## Ali Bhutto (1971-1977)

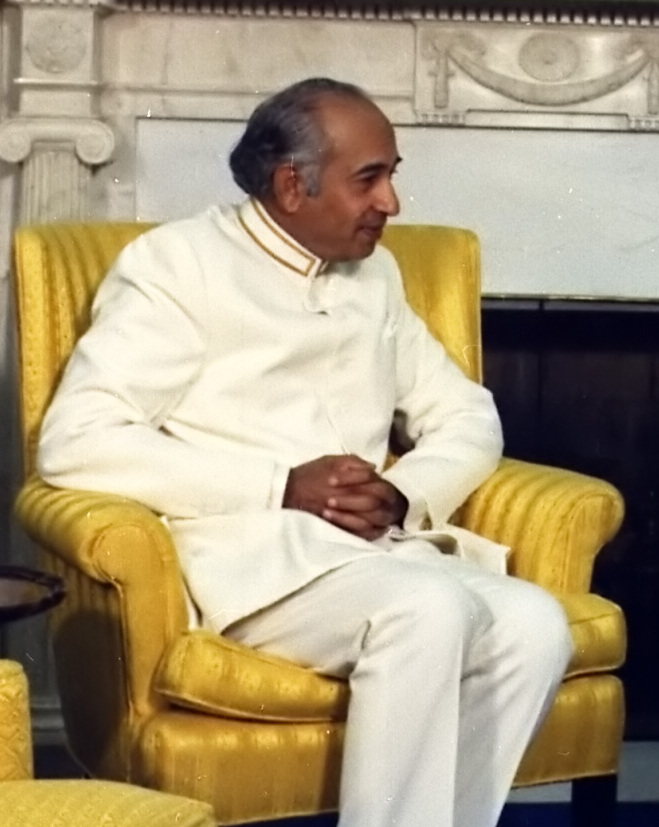
Zulfikar Ali Bhutto en 1973.

À la suite de la défaite face à l'Inde, Yahya Khan démissionne de ses fonctions de président au bénéfice de Zulfikar Ali Bhutto. En 1973, une nouvelle Constitution est adoptée, de type fédéral. La fonction de président devient purement honorifique, l'essentiel des pouvoirs repose entre les mains du Premier ministre. L'Assemblée nationale investit Bhutto au poste de Premier ministre par 108 voix sur 146.
Dès 1972, Bhutto entame un vaste programme de nationalisations portant notamment sur les industries de base et met en œuvre une réforme agraire, pourtant moins ambitieuse que celle d'Ayub Khan. Toutes les banques sont nationalisées le 1er janvier 1974. Les militaires sont écartés des questions stratégiques mais, en signe d'apaisement, le budget de la Défense est porté à 6,7 % du PNB. Les mécontentements surgissent pourtant : les chefs d'entreprises ressentent durement les nationalisations ; les religieux n'acceptent pas cette politique socialiste. Il concède pourtant à ces derniers un amendement déclarant les ahmadis non musulmans.
Neuf partis d'opposition font alliance contre le PPP sous le nom de l'Alliance nationale du Pakistan. Aux élections législatives de 1977, les secondes de l'histoire du Pakistan, le PPP l'emporte cependant largement, avec 150 sièges sur 200. L'opposition conteste violemment ces résultats et dénonce des fraudes massives et des pressions. Des manifestations et des émeutes conduisent à plus de 200 morts et des milliers d'arrestations. Face à ce blocage et affirmant ne pouvoir choisir une autre solution, le général Muhammad Zia-ul-Haq renverse le gouvernement et impose la loi martiale le 5 juillet 1977.

## Régime militaire Zia (1977-1988)

### Processus d'islamisation

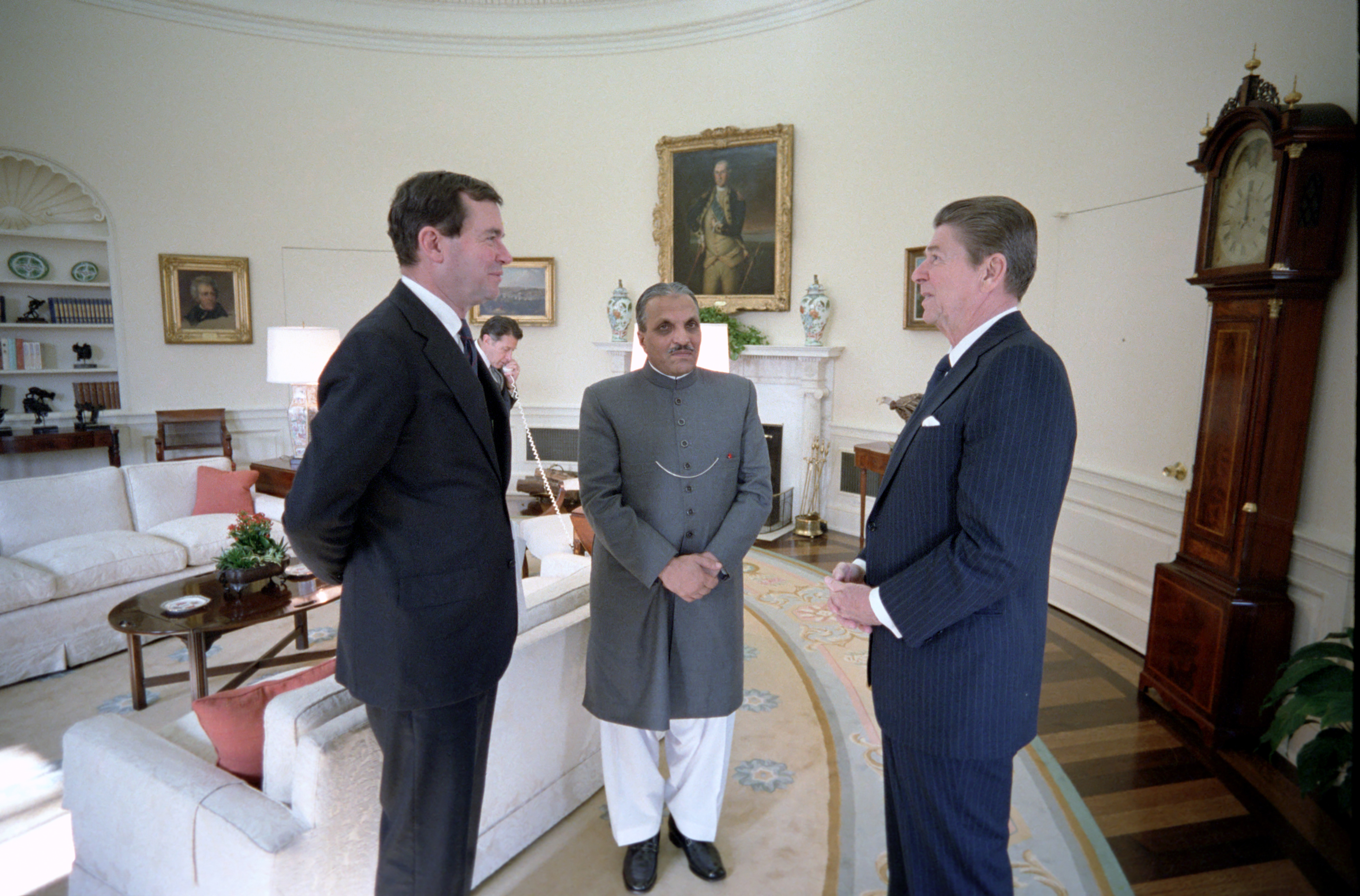
Muhammad Zia-ul-Haq à la Maison-Blanche en 1982, avec Ronald Reagan et William P. Clark.

Ali Bhutto est arrêté, jugé et condamné à mort pour le prétendu meurtre du père d'un des dissidents du Parti du peuple pakistanais. Après avoir promis des élections pendant plusieurs mois, le général Zia-ul-Haq reporte le scrutin plusieurs fois, et Bhutto est exécuté par pendaison le 4 avril 1979. Zia se déclare président en 1978 et entame un processus d'islamisation du système juridique, tandis que le Pakistan, qui soutient les moudjahiddins afghans dans le conflit afghano-soviétique (1979-1989), est fortement appuyé par les États-Unis et une bonne partie des États dits « occidentaux ». Zia profite de ces bonnes relations pour continuer le programme nucléaire pakistanais initié sous Bhutto.
En 1978, il met en place les ordonnances Hudood qui islamisent le droit pénal : interdiction des relations hors mariages et adultères, mise en place des flagellations, amputations ou lapidations. En 1986, une loi interdisant le blasphème est promulguée. De plus, l'arabe et les études islamiques deviennent des matières obligatoires dans la plupart des enseignements supérieurs. Dans l'armée, les théologiens obtiennent le grade d'officier afin d'attirer les meilleurs éléments des universités et des institutions religieuses. Ces initiatives de Zia en faveur d'une islamisation du pays ont un impact à long terme. La zakat est toujours en vigueur ainsi qu'un grand nombre d'autres textes. Le Pakistan moderne a régressé, bien que les règles du droit pénal musulman instaurées n'ont été finalement que peu appliquées,.
Les partis du centre et de gauche, sous l'impulsion du PPP, créent le Mouvement pour la restauration de la démocratie, le 6 février 1981. Le MRD réclame la fin de la loi martiale, de nouvelles élections et le retour à la Constitution de 1973. En 1984, Zia lance un référendum national sur la question de l'islamisation du pays en posant une question juridiquement complexe : elle revient en fait à demander s'il est souhaitable que le Pakistan soit un État islamique, et en cas de vote affirmatif, elle placerait Zia en position de président de la République du Pakistan pour 5 ans. Le mécanisme est donc proche d'un véritable plébiscite. Le référendum se tient en décembre 1984 et, boycotté par le MRD, voit la victoire du « oui ».

### Restauration d'un ordre constitutionnel
Les élections de 1985, également boycottées par le MRD et interdites aux partis politiques, permettent la restauration d'une Assemblée nationale puis la fin de la loi martiale. Le président Zia-ul-Haq nomme Muhammad Khan Junejo Premier ministre le 20 mars 1985. En dépit d'efforts sensibles, Junejo ne parvient pas à réformer la conduite de l'État compte tenu de l'emprise de Zia dont il tente vainement de se détacher. Passé au Sénat le 14 novembre 1985, le 8e amendement à la Constitution de 1973 donne en effet au président le droit de nommer et démettre le Premier ministre et hauts postes, de demander au Premier ministre d'obtenir un vote de confiance de l'Assemblée nationale et de dissoudre cette dernière. Ces modifications changent radicalement la nature du régime ; de nature parlementaire, il devient semi-présidentiel.
Les tensions sur la question afghane s'accumulent entre le président Zia et le Premier ministre Junejo. En 1979, après l'invasion soviétique de l'Afghanistan, Zia s'était posé en rempart contre le communisme et les États-Unis ont accordé d'importantes aides au bénéfice du Pakistan, profitant du statut de Most Favored Nation, dont l'armée devient mieux équipée. Parallèlement, la constitution d'un axe Chine-Pakistan inquiète à la fois Moscou et Washington. Cependant, l'exode massif des civils afghans au Pakistan entraîne de terribles difficultés pour un pays à l'économie précaire et à l'organisation politique instable. Junejo tente de dégager un consensus national, en consultant l'ensemble des forces politiques pakistanaises, y compris Benazir Bhutto qui a succédé à son père à la tête du PPP, et négocie les accords de Genève. Cette démarche est désapprouvée par Zia. Le gouvernement Junejo chute au premier prétexte, après avoir essayé de lancer une enquête sur la meurtrière explosion d'Ojhri. Le général Zia utilise son pouvoir constitutionnel au motif que le gouvernement Junejo ne peut plus fonctionner conformément à la Constitution et démet celui-ci en plus de dissoudre les assemblées, entrainant des élections anticipées.
Un coup de théâtre bouleverse cependant le paysage politique : le 17 août 1988, l'avion transportant le président Zia, l'ambassadeur américain Arnold Raphael, le général américain Herbert Wassom et vingt-huit officiers pakistanais s'écrase après une visite sur une base militaire, un « sabotage probable » selon le rapport d'enquête. Conformément à la Constitution, le président du Sénat, Ghulam Ishaq Khan, est investi des pouvoirs par intérim et confirme la tenue des élections prévues pour novembre 1988.

## Démocratie incertaine (1988-1999)

### Cohabitation Ishaq Khan-Benazir Bhutto (1988-1990)

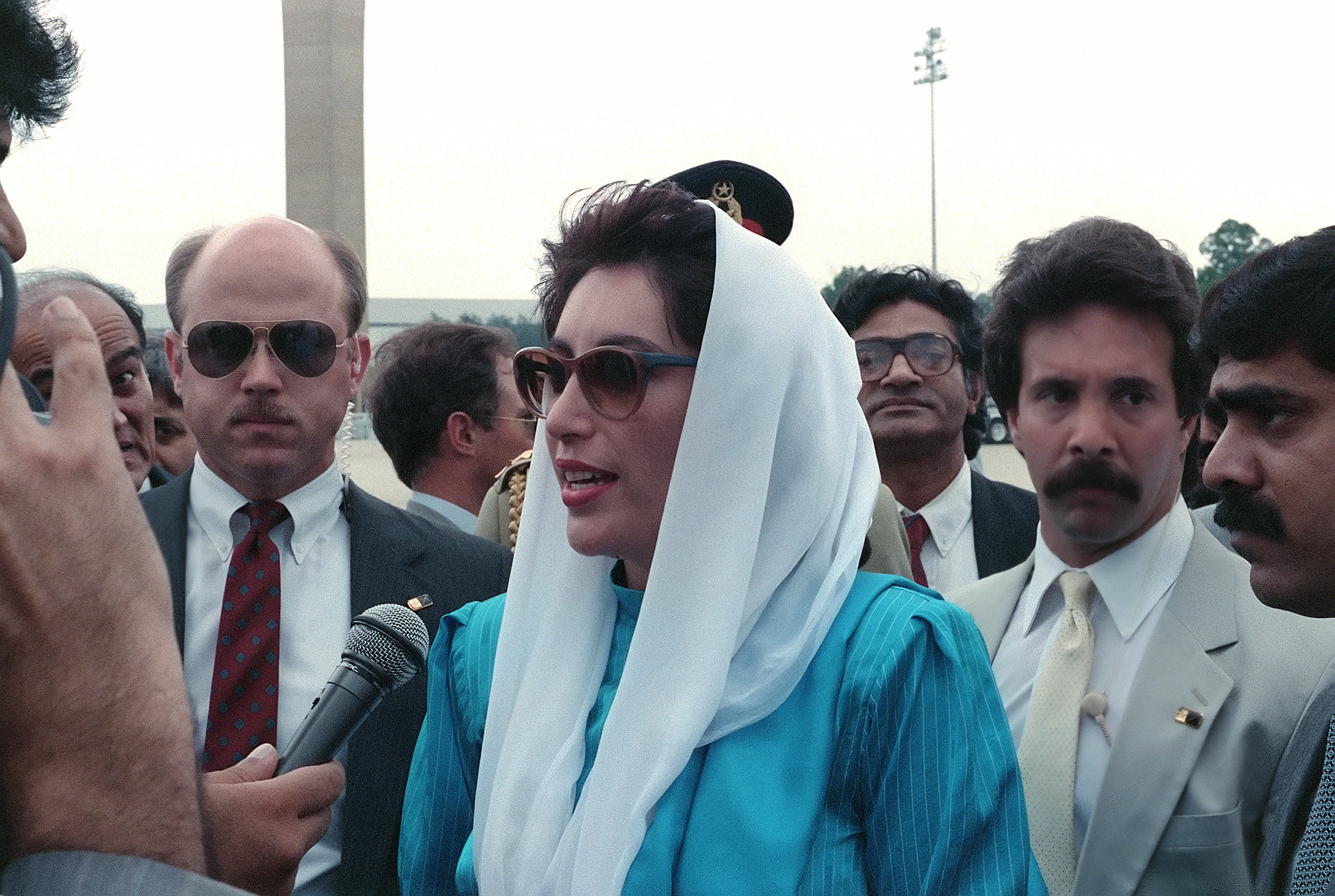
Benazir Bhutto aux États-Unis en 1989.

Le Parti du peuple pakistanais remporte les élections de novembre 1988, sans bénéficier cependant d'une majorité absolue. Grâce à l'appui de petits partis, Benazir Bhutto est nommée Premier ministre puis investie par l'Assemblée nationale. C'est la première femme d'un État islamique à exercer cette responsabilité. En dépit d'une forte légitimité populaire, Bhutto est confrontée à de nombreuses difficultés : troubles violents inter-ethniques dans les régions, persistance des problèmes liés à l'occupation soviétique en Afghanistan, tensions continues avec l'Inde qui peinent à se résoudre diplomatiquement. Les militaires hésitent à soutenir un régime qui a toute l'apparence de la corruption et de l'inefficacité. La coalition gouvernementale se délite, les petits partis votent une motion de défiance, et un conflit éclate entre le président Ghulam Ishaq Khan et son Premier ministre au sujet des nominations des militaires de haut rang et des hauts magistrats. Le 6 août 1990, le président Khan démet de ses fonctions Bhutto et son gouvernement, dissout l'Assemblée nationale et les assemblées provinciales.

### Cohabitation Ishaq Khan-Nawaz Sharif (1990-1993)
Les élections de novembre 1990 voient la victoire de la coalition menée par Nawaz Sharif, ancien ministre en chef du Pendjab et dirigeant de l'Alliance démocratique islamique. L'alliance dispose d'une légère majorité absolue à l'Assemblée nationale et bénéficie à la fois du soutien des militaires et du président Ghulam Ishaq Khan.
Sharif met en œuvre un programme de privatisation, de dérégulation et d'encouragement au secteur privé et à l'investissement étranger pour stimuler la croissance. Les effets de ce programme sont cependant diminués par la réduction drastique de l'aide américaine en vertu du Pressler Amendment, qui a pour objet d'empêcher la poursuite du projet d'armement nucléaire pakistanais. Parallèlement à l'action gouvernementale de modernisation de l'économie, le Parlement approuve en mai 1991 un projet de loi renforçant le statut de la charia.
La coalition gouvernementale ne parvient cependant pas à concilier les objectifs contradictoires des partis qui la composent, des accusations de corruption sont lancées contre le Premier ministre Nawaz Sharif. Celui-ci est démis de ses fonctions par le président Ghulam Ishaq Khan en avril 1993 pour mauvaise administration, corruption et népotisme. La Cour suprême casse cette décision en mai 1993 et rétablit Sharif et son gouvernement. La crise se résout par la démission des deux hommes le 18 juillet 1993 sur pression de l'armée.

### Retour de Benazir Bhutto (1993)

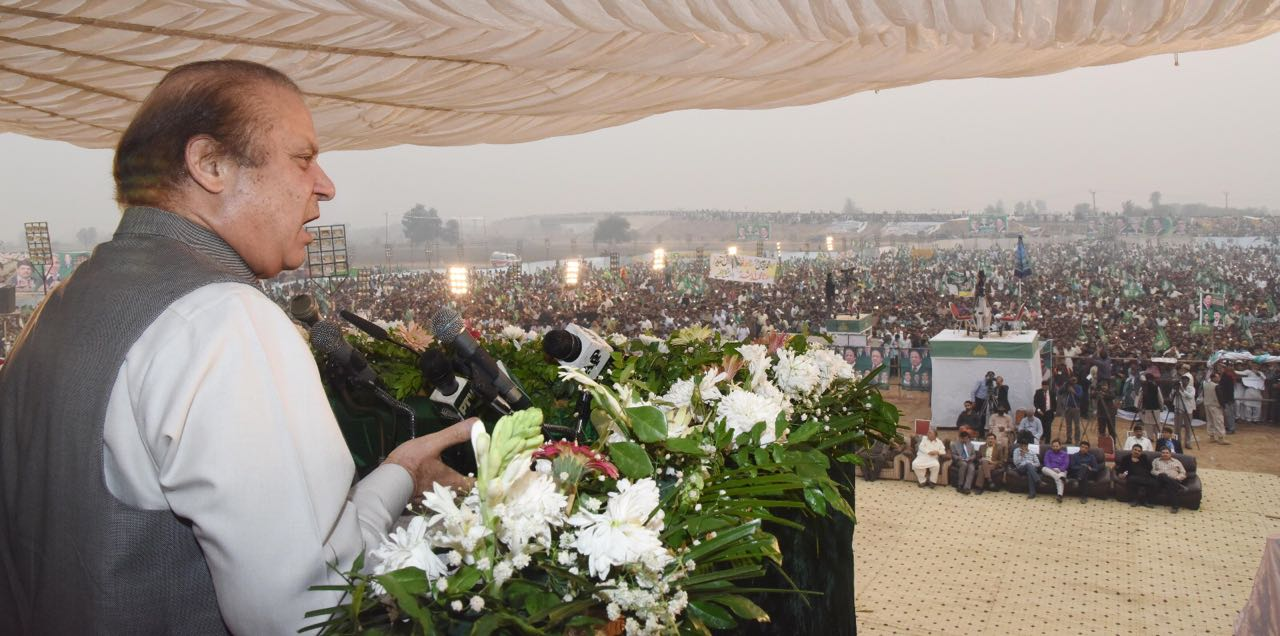
Nawaz Sharif lors d'un meeting en 2016.

Le pays connaît un court intérim avec le gouvernement de Moin Qureshi, ancien vice-président de la Banque mondiale, qui réussit à adopter en très peu de temps un train de réformes économiques et sociales qui font l'admiration de la communauté internationale et sont fortement soutenues sur le plan interne.
Les élections législatives de l'automne 1993 ramènent Benazir Bhutto au poste de Premier ministre le 19 octobre 1993 avec le soutien d'une nouvelle coalition gouvernementale, plus fragile encore que la précédente en raison du nécessaire soutien de plusieurs petits partis indépendants. Ce retour du PPP au premier rang est encore renforcé par l'élection de Farooq Leghari, proche de Bhutto, au poste de président. Cette majorité est cependant puissamment combattue par le parti de Nawaz Sharif — qui lance plusieurs grèves générales dans le pays — et rapidement discréditée par une administration provinciale incertaine. En 1995, une quarantaine d'officiers islamistes sont arrêtés, accusés de préparer un coup d'État. Sur le plan international, Bhutto parvient à se rapprocher des États-Unis mais la poursuite du programme d'expérimentation nucléaire ravive les tensions avec l'Inde. Après une série de crises politiques, Bhutto est à nouveau limogée en 1996 : le président Leghari lui reproche des faits de corruption, une mauvaise gestion économique et des violences claniques à l'origine de la mort de son frère, Murtaza Bhutto.

### Retour de Nawaz Sharif (1997)
Le parti de Nawaz Sharif remporte largement les élections législatives de février 1997, il obtient une majorité des deux-tiers à l'Assemblée nationale. Sharif s'attache dès mars 1997 à amoindrir le 8e amendement de la Constitution, arme formidable du président lui permettant de démettre des gouvernements élus, de dissoudre l'Assemblée nationale et de nommer aux hauts postes des militaires. La Cour suprême bloque ces initiatives, elle relance une enquête pour corruption contre le Premier ministre. La réforme, finalement adoptée, provoque la chute du président Leghari, qui démissionne en décembre 1997, et la révocation du président de la Cour suprême. Muhammad Rafiq Tarar, proche de Sharif, est élu président en 1998, pour un poste devenu alors surtout honorifique, la majorité du pouvoir étant désormais entre les mains du Premier ministre, comme le prévoyait la Constitution de 1973 avant le coup d'État du général Zia. Le 14e amendement à Constitution, voté fin 1997, soumet les parlementaires à une très stricte discipline parlementaire, renforçant davantage la position du Premier ministre. D'un autre côté, l'expression des droits politiques est progressivement restreinte. Une campagne de dénigrement est lancée contre les opposants au régime, la presse est muselée, des journalistes réputés sont arrêtés et battus.
Sur le plan international, l'Inde procède à cinq explosions nucléaires souterraines en mai 1998, ce qui provoque en réponse une série de tests nucléaires au Pakistan, dans le Baloutchistan. Les États-Unis imposent des sanctions économiques aux deux États. Un nouveau conflit avec l'Inde au sujet du Cachemire éclate à l'été 1999. Des combattants cashmiris, appuyés par les troupes pakistanaises, lancent une série de raids victorieux près de la ville de Kargil. Après des semaines de combats, les combattants finissent par se retirer du territoire sous contrôle indien en août 1999.
Le 12 octobre 1999, après que Sharif tente de limoger le général Pervez Musharraf, chef d'état-major des armées, un coup d'État militaire mené par ce dernier chasse le Premier ministre et suspend la Constitution : le terme loi martiale n'est pas employé mais c'est bien une nouvelle période de domination militaire qui commence. C'est la première fois, depuis la fin de la guerre froide, qu'un coup d'État militaire se produit dans un pays en possession d'armes nucléaires.

## Présidence de Pervez Musharraf (1999-2008)

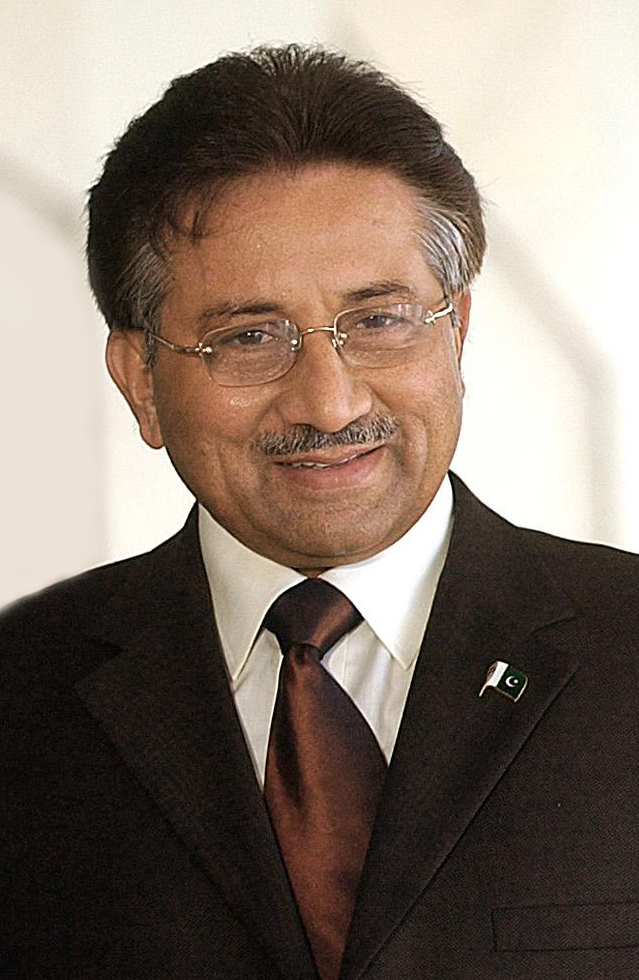
Pervez Musharraf en 2004.

Nawaz Sharif est accusé de trahison puis condamné en avril 2000 à la prison à vie. La peine sera commuée en décembre 2000 et Sharif exilé en Arabie saoudite. Pervez Musharraf se proclame président en juin 2001. Après l'attaque terroriste du 11 septembre 2001 aux États-Unis, organisée par le mouvement islamique Al-Qaïda, on s'attendait à ce que le gouvernement américain lève les sanctions économiques contre le Pakistan, mais il ne fait que rééchelonner le remboursement de la dette dans un premier temps. Il l'incite pourtant à la coopération pour lutter contre ben Laden et le régime Taliban en Afghanistan.
Le rattachement du Pakistan aux intérêts américains provoque des émeutes islamistes sévèrement réprimées, notamment en bordure de frontière afghane, où vit une forte communauté de réfugiés. En janvier 2002, Musharraf critique l'extrémisme religieux et ses effets sur la société pakistanaise ; il décide de ne plus tolérer aucun groupe « engagé dans le terrorisme ». Un plébiscite tenu en avril 2002 légitime sa position pour 9 ans à la tête du pays, quoique la sincérité du scrutin ait été sérieusement mise en doute.
Les élections d'octobre 2002 sont un succès relatif pour le parti soutenant Pervez Musharraf, la Ligue musulmane du Pakistan (Q), constituée de beaucoup de membres ayant quitté le parti de Nawaz Sharif. Pour l'opposition, le PPP de Benazir Bhutto réalise un bon score de 25,8 % des voix, légèrement plus que la Ligue, mais n'est que deuxième en nombre de sièges. En revanche, la Muttahida Majlis-e-Amal (coalition de parti islamiste) réalise 11,3 % des voix mais un très bon score dans les circonscriptions. Quant au parti de Nawaz Sharif, il est complètement marginalisé. Musharraf fait l'objet de deux tentatives d'assassinats en décembre 2003, mois au cours duquel il passe un accord avec les partis islamiques pour revenir partiellement sur les amendements à la Constitution. Le 17e amendement à Constitution renforce considérablement les pouvoirs du président au détriment du Premier ministre et interdit à tout Premier ministre de réaliser plus de deux mandats, même non consécutif, empêchant tout retour de Nawaz Sharif et Benazir Bhutto.
Parallèlement, l'économie pakistanaise jouit d'un fort dynamisme. Le Pakistan se trouve parmi les trois premières économies à croissance les plus rapides. Par ailleurs, l'indice boursier KSE (Karachi Stock Exchange) a été déclaré l'indice boursier le plus performant en 2005.
Le 18 octobre 2007, Benazir Bhutto rentre au Pakistan après un exil de 9 ans grâce à un accord d'amnistie avec le président Musharraf. Une première tentative d'assassinat a lieu le jour même et tue 140 personnes dans des attentats à la bombe dans le cortège qui fêtait le retour de Bhutto. Cette dernière accuse les services secrets (ISI) et le pouvoir de Musharraf dans plusieurs lettres. Elle se fera assassiner finalement le 27 décembre 2007 après un meeting à Rawalpindi.

## Retour de la démocratie (depuis 2008)

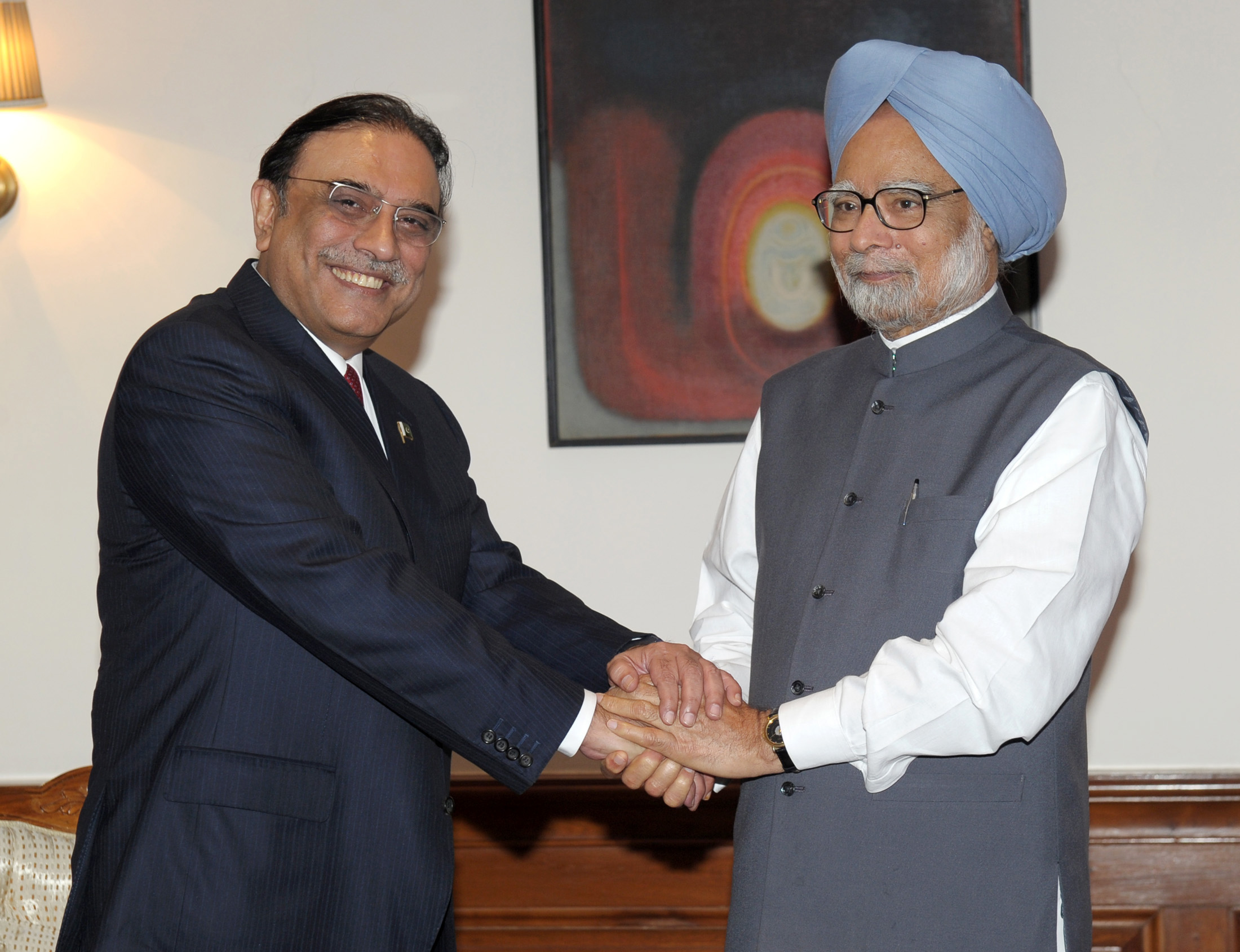
Le président Asif Ali Zardari rencontre le Premier ministre indien Manmohan Singh.

L'assassinat de Benazir Bhutto provoque de très importants troubles, le président Musharraf annonce un deuil national de trois jours, et près de 600 000 personnes seront présentes lors de son inhumation le 28 décembre dans un village près de Larkana. Les élections législatives de 2008, reportées de près d'un mois, ont lieu le 18 février. Elles conduisent à la victoire du Parti du peuple pakistanais qui forme une coalition avec la Ligue musulmane du Pakistan de Nawaz Sharif notamment. Le 25 mars, Youssouf Raza Gilani est investi Premier ministre par l'Assemblée nationale et les partis de la coalition se mettent d'accord pour lancer une procédure de destitution contre le président, ce dernier démissionnant le 18 août.
Le 6 septembre 2008, Asif Ali Zardari est élu président du Pakistan par le collège électoral. Depuis, le gouvernement pakistanais a lancé trois nouvelles offensives contre les insurgés islamistes et a obtenu un soutien financier plus fort des États-Unis. Une réforme constitutionnelle est votée en avril 2010 et rend au Premier ministre la plus importante part du pouvoir exécutif, rétablissant l'équilibre institutionnel prévu en 1973. Le président est toutefois poursuivi par la Cour suprême pour détournements de fonds publics, et celle-ci destitue Gilani pour entrave à la justice en 2012. Raja Pervez Ashraf lui succède au poste de Premier ministre.
À la suite des élections législatives de mai 2013, la Ligue musulmane de Nawaz Sharif remporte une majorité absolue et ce dernier devient Premier ministre, pour la troisième fois. À la suite de l'affaire de Panama Papers, il est inculpé par la Cour suprême pour corruption et évasion fiscale puis démis et ses fonctions. L'un de ses alliés, Shahid Khaqan Abbasi, lui succède le 1er août 2017 avant d'être remplacé le 1er juin 2018 par Nasir-ul-Mulk pour mener la transition.
Avec les élections législatives 2018, le Mouvement du Pakistan pour la justice remporte le scrutin et porte Imran Khan au poste de Premier ministre. Ayant émergé en critiquant les partis traditionnels dynastiques sur un discours anti-corruption, il est toutefois accusé par ses opposants d'être manipulé par les militaires. Au pouvoir, sa politique autoritaire est critiquée alors qu'il laisse une place importante à des personnalités proches de l'armée, à l'instar d'Ijaz Shah et Rashid Ahmed. En réaction, l'opposition s'unit en fondant le Mouvement démocratique pakistanais en 2020.

## Enjeux et perspectives d'aujourd'hui
Le Pakistan n'a jusqu'à aujourd'hui jamais réussi à établir un régime démocratique stable. Depuis la partition en 1947, l'oligarchie militaire a régulièrement imposé sa volonté (en répondant aux appels pressants des membres de l'opposition) en s'appuyant, parfois de manière obscure, sur une tendance islamique fondamentaliste, quand cette tendance n'était pas ouvertement encouragée, pendant le régime Zia par exemple.

### Cachemire et armement nucléaire

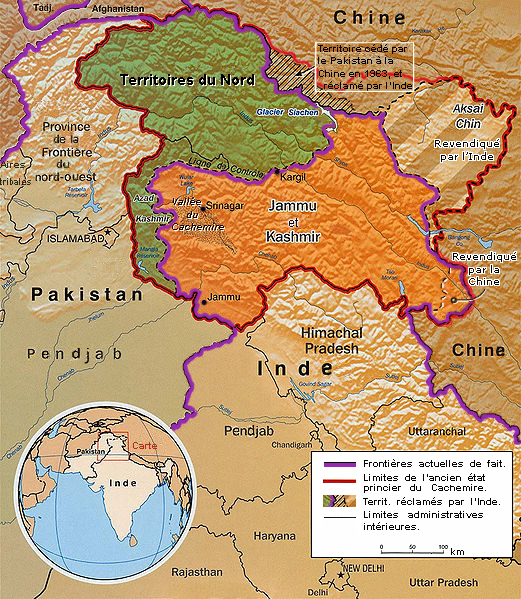
Les territoires disputés du Cachemire.

Le différend concernant le Cachemire oppose l'Inde et le Pakistan depuis la partition. L'Inde, qui refuse tout référendum local, revendique le Cachemire dans son entier en faisant valoir que le caractère fondamentalement fédéral et laïque de son organisation lui permet d'accueillir toute population musulmane. Le Pakistan est accusé de mener une guerre en sous-main en incitant les combattants islamistes et en les aidant par l'intermédiaire de ses services secrets, l'Interservices Intelligence Agency (ISI). De son côté, le Pakistan considère que la population à très forte majorité musulmane lui donne une légitimité naturelle sur ce territoire.
Deux des trois guerres que se sont menées les deux États étaient motivées par la question du Cachemire. En outre, comme il a été dit plus haut, la course à l'armement nucléaire s'explique essentiellement par l'existence de ce différend : moyen de dissuasion permettant à chaque pays d'adopter une posture arrogante, l'arme nucléaire constitue aussi une menace majeure pour l'ensemble du sous-continent et l'équilibre mondial. Un épisode armé majeur a été évité de justesse entre décembre 2001 et octobre 2002 après que l'Inde a mobilisé des troupes le long de sa frontière avec le Pakistan à la suite de l'attaque terroriste sur son parlement à New Delhi.
Pour la première fois en octobre 2002, des élections libres se sont tenues au Jammu-et-Cachemire, donnant le pouvoir aux autonomistes. Le taux moyen de participation ne s'est cependant élevé qu'à 44 %, de sorte que la valeur de ce scrutin a donné lieu à débats. Le Pakistan a annoncé le 23 novembre 2003 un cessez-le-feu unilatéral sur la ligne de contrôle (LOC), immédiatement accepté par l'Inde. En décembre 2003, Pervez Musharraf se déclare prêt à abandonner provisoirement une des plus anciennes revendications pakistanaises, la tenue d'un référendum au Cachemire, si cet abandon est de nature à favoriser un règlement pacifique du conflit. À la suite, l'Inde a laissé entendre qu'il existait bien un problème concernant le territoire du Cachemire, ce qui pourrait signifier qu'elle est prête à admettre que celui-ci ne faisait pas nécessairement partie intégrante de ses frontières.
Le séisme de 2005 au Cachemire a fait, selon un bilan encore provisoire au 1er novembre 2005, 73 276 morts et 69 260 blessés en Azad Cachemire. Le pays a demandé l'aide internationale et son voisin indien, qui compterait environ 1 500 tués, a ouvert la frontière et envoyé des secours : 25 tonnes de matériel de secours (notamment nourriture, couvertures et médicaments) d'abord par expédition aérienne, puis au moyen de deux autres expéditions par train, franchissant la frontière commune. L'Inde a également promis une aide de 25 millions de dollars au Pakistan. Ces actions de coopération humanitaire auront peut-être une influence positive sur l'avenir des relations bilatérales de ces pays.

### Afghanistan, Al-Qaida et problématique islamiste

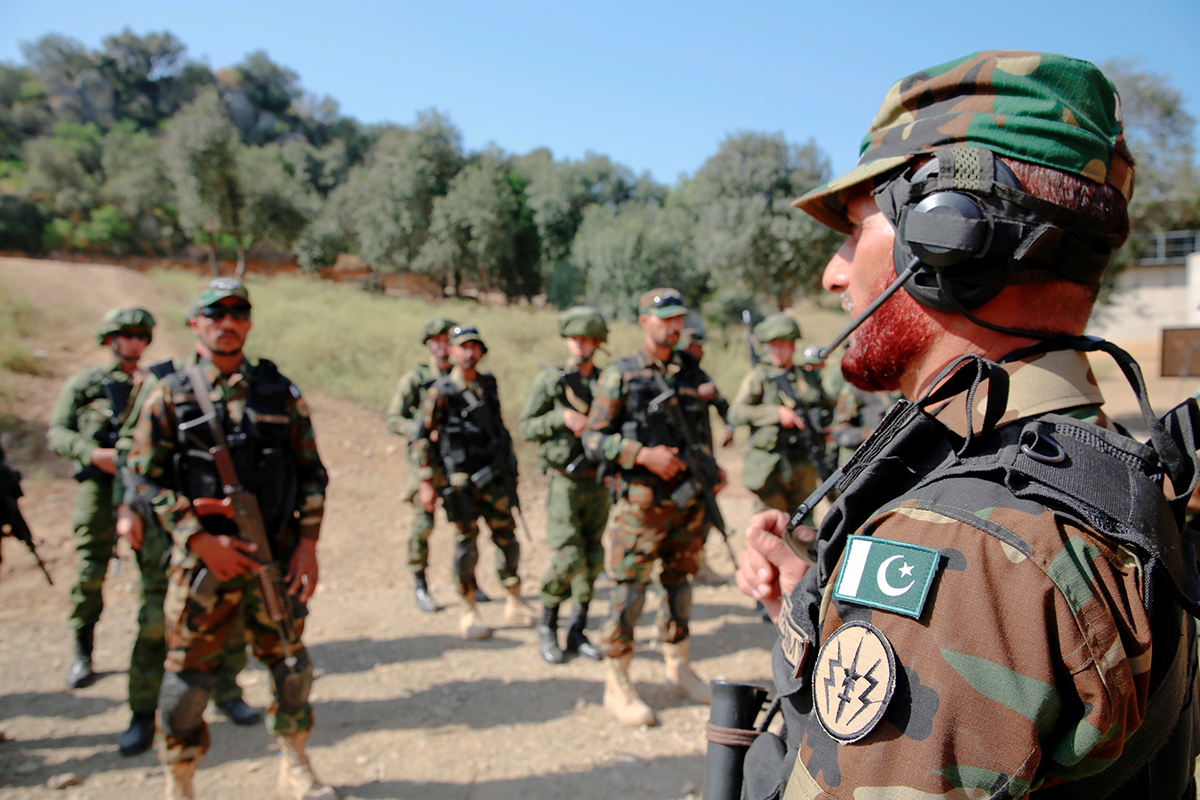
Les Special Service Group, bataillon anti-terroriste.

La situation du Pakistan sur le plan international a changé depuis les attentats du 11 septembre 2001 aux États-Unis. Réputé être le berceau de divers fondamentalismes, le pays devient alors l'objet de toutes les attentions et dispose d'une aide financière d'un niveau jamais atteint : pour un pays dont 43 % des dépenses publiques sont consacrées au paiement de la dette extérieure, le choix de la coopération avec les États-Unis sur le front de la lutte contre Al-Qaïda et les Talibans afghans est impossible à refuser, même si le Pakistan avait largement soutenu le régime taliban. Le Pakistan apparaît être pour de nombreux observateurs une base privilégiée, financière et opérationnelle, des mouvements terroristes islamistes dans le monde. L'état a aussi petit à petit abandonné sa mainmise sur l'éducation au profit d'écoles coraniques privées dont de nombreuses enseignent aux plus jeunes les bases du fondamentalisme.
Dès janvier 2002, Pervez Musharraf exprime son souhait de voir le pays revenir à une attitude plus distante avec l'Islam, dans le cadre d'un compromis social avec la religion, sans remise en cause de cette appartenance fondatrice. République islamique, le Pakistan est en effet profondément partagé entre son attachement à l'Islam et sa tolérance vis-à-vis du fondamentalisme islamique d'une part, et les nécessités économiques et financières qui le conduisent à se présenter en allié fidèle des États-Unis et à participer à la traque des dirigeants d'Al-Qaida et des terroristes sur son territoire.
Le Pakistan est régulièrement l'objet d'attentats attribués aux islamistes : l'armée et la police sont la cible d'attaques dans le nord-ouest, près de la frontière avec l'Afghanistan. Les 17 et 27 juillet 2007, deux attentats-suicide à Islamabad ont fait 27 morts au total. Le 4 septembre 2007 au moins 24 personnes sont tuées dans deux explosions dans la banlieue de la capitale. Le 21 décembre 2007, le jour de l'Aïd al-Adha, un kamikaze se fait exploser dans une mosquée du nord-ouest du pays, faisant au moins 54 victimes. Plus de 760 personnes sont mortes dans des attentats au Pakistan au cours de l'année 2007, quasi exclusivement par des kamikazes. Le 20 septembre 2008 un camion bourré d'explosifs fonce sur l'hôtel Marriott d'Islamabad, un des plus luxueux de la ville, et fait au moins 60 morts. Le 22 septembre 2013, une faction talibane revendique un attentat dans une église de Peshawar. Cette attaque, la plus meurtrière contre la communauté chrétienne du pays, fait 82 morts.
Le terrorisme est devenue la plaie du pays qui peine à s'en défaire tant l'État a abandonné du terrain dans la vie quotidienne des pakistanais.

#### Périodiques
- Farhad Khosrokhavar, L’Afghanistan abandonné aux seigneurs de la guerre, Le monde Diplomatique, octobre 2004
- Vaiju Naravane, L’équilibre de la terreur entre l’Inde et le Pakistan, in Le monde Diplomatique, avril 2005.
- Jean_Luc Racine, La voie étroite du Pakistan, in Le monde Diplomatique, juin 2004.

#### Autres
- Histoire du Baloutchistan
- Histoire du Cachemire
- Pachtounes
- Histoire du Pendjab
- Histoire du Sind
- Voyageurs étrangers dans le monde indien
- Histoire de l'Inde (et du sous-continent indien), dont
  - Civilisation de la vallée de l'Indus, migrations indo-iraniennes
  - Makran, Empire d'Alexandre le Grand, Arachosie, Drangiane, Gandhara, Gédrosie
  - Empire Gupta, Empire achéménide, Royaumes indo-grecs, Royaume indo-parthe, Empire kouchan, Royaume kidarite
  - Empire sassanide, Shvetahûna
  - Conquêtes musulmanes des Indes (711/712-1525), Samanides, Ghorides, Islam en Inde, Empire ghaznévide
  - Empire moghol (1526-1857)
  - Afcharides, Empire durrani (1747-1826), Empire sikh (1799-1849)